# Andy Scott (ingénieur du son)
Pour les articles homonymes, voir Scott et Andy Scott.
 (décembre 2018).
Si vous disposez d'ouvrages ou d'articles de référence ou si vous connaissez des sites web de qualité traitant du thème abordé ici, merci de compléter l'article en donnant les références utiles à sa vérifiabilité et en les liant à la section « Notes et références ».
Andy Scott est un ingénieur du son anglais, né à Londres le 16 janvier 1949.

## Biographie
Etudes de piano à 8 ans, ensuite guitariste dans un groupe de son lycée, il commence la technique comme "Road Manager" en 1969. Arrivé en France en 1971, il commence par se faire remarquer en mixant le groupe Wonder Wheel (Gary Wright ex Spooky Tooth,  Mick Jones futur Foreigner), en première partie d'un concert de Johnny Hallyday. Il fait ensuite un passage au château d'Hérouville, il y travaille sur des albums d'Elton John (Goodbye Yellow Brick Road), Pink Floyd (Obscured by Clouds, bande originale du film La Vallée de Barbet Schroeder), David Bowie (Pin Ups), Cat Stevens (Catch Bull at Four), T.Rex (Tanx), Joan Armatrading et Hudson Brothers. Devenu freelance à la fin des années 1970, il réalise, entre autres, l'album Roman Photos pour Alain Bashung, et Cherchez le Garçon, single de Taxi Girl. En 1974, il se lie d'amitié avec Daniel Balavoine, pour qui il réalise tous ses disques (sauf Starmania) et ce jusqu'à la mort accidentelle de celui-ci en 1986.
Côté télévision, il s'occupe pendant dix ans des émissions des Enfoirés pour les Restos du Cœur, et de beaucoup de 'directs' pour divers grands événements télévisés. Il assure également la sonorisation des spectacles de beaucoup d'artistes : Jean-Jacques Goldman (avec qui il réalise à la fois disques et concerts), Patrick Bruel, Véronique Sanson, Jean-Michel Jarre, Deep Forest, L'Héritage des Celtes, Jacques Higelin, Eddy Mitchell, Alain Souchon, Lorie …
Il a depuis le début de sa carrière une prédilection pour les consoles de marque Midas et Soundcraft et travaillé assez souvent sur des consoles de marque Yamaha. Le choix de ces marques proposant des consoles de mixage simples d'utilisation ainsi que l'utilisation limitée de traitements du son illustrent la démarche avec laquelle il capte les sons et tente de les diffuser auprès du public sans jamais les dénaturer.
À la suite du krach de 2008 et de l'attitude de certains producteurs, voire certains artistes, il prend sa retraite en 2014, et vit désormais au bord de l'océan dans le sud-ouest de la France.
Il est toujours le seul ingénieur du son à avoir gagné une Victoire de la musique pour un concert (Julien Clerc à Bercy en 1985).